# زايدة بن يوسف

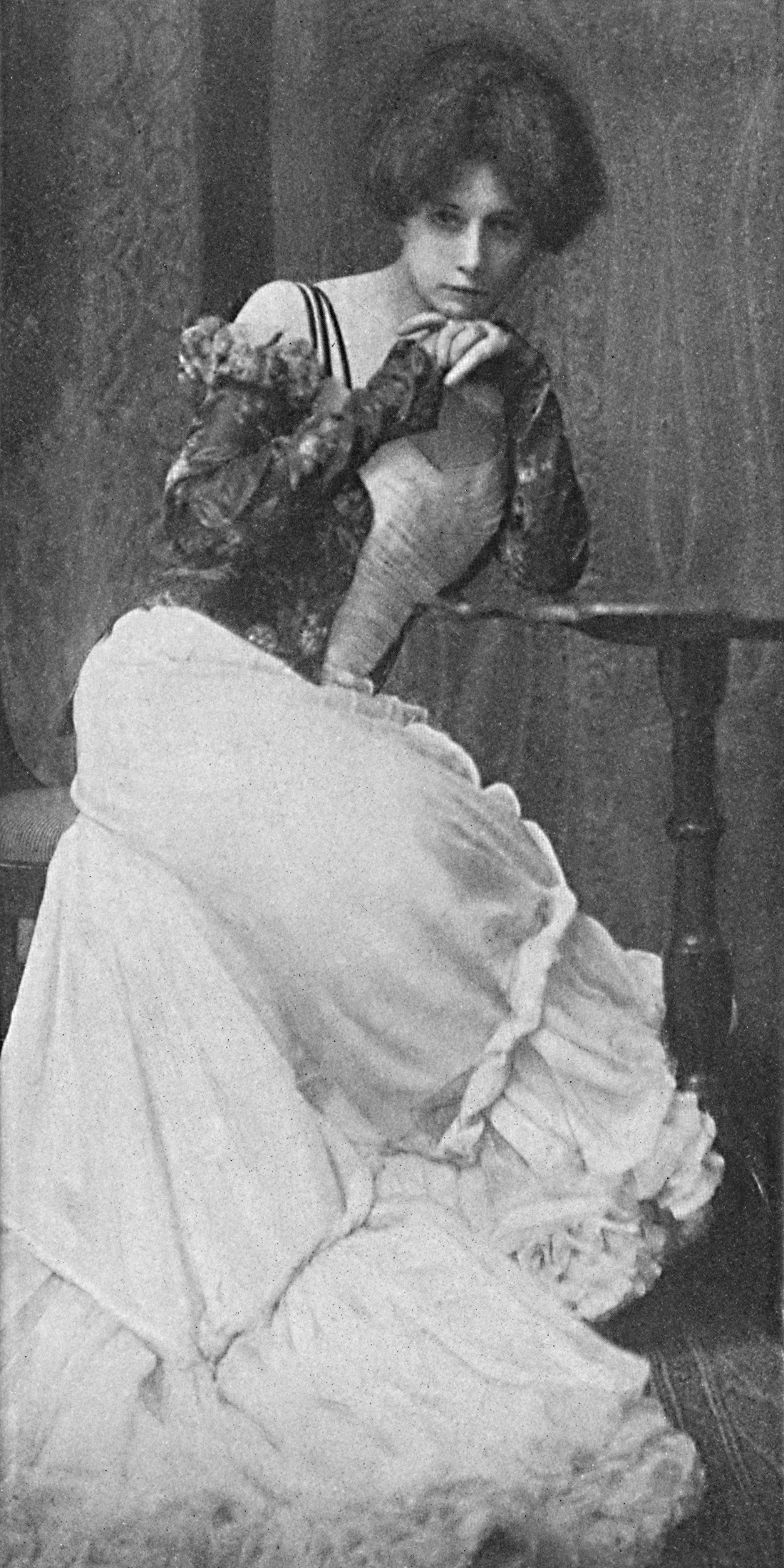
صورة شخصية ذاتية (1901)

زايدة بن يوسف (21 نوفمبر 1869 - 27 سبتمبر 1933)، مصورة بورتريه من مواليد الإنجليزية في نيويورك.  اشتهرت بصورها الفنية للأمريكيين الأثرياء والعصريين والمشاهير خلال مطلع القرن التاسع عشر إلى العشرين .

## حياتها
ولدت في لندن لأب جزائري وأم ألمانية هاجرت إلى نيويورك في العام 1895، حيث عملت في تصميم وصنع القبعات النسائية قبل أن تتحول إلى التصوير، كهواية في البداية ثم كحرفة. وكانت بن يوسف مغامرة نشطة افتتحت استوديو تصوير في الجادة الخامسة (فيفث أفنيو) في نيويورك وهي ما زالت في الثامنة والعشرين من العمر، وحظي اهتمامها باستكشاف إمكانيات التصوير الفنية بالإطراء من قبل مشاهير المصورين المعاصرين لها من أمثال ألفرد ستيغلتز وفرد هولاند داي، الذين كانا من مناصري الحركة المنادية بالاعتراف بالتصوير الفوتوغرافي كأسلوب فني.
ورغم أنه ما من ريب في أن جذور بن يوسف الاجتماعية وأناقتها لفتا الأنظار إليها وأثارا الاهتمام بها في نيويورك، إلا أن أسلوبها المبتكر في التصوير هو الذي جذب أبرز سكان المدينة إلى الاستوديو في الجادة الخامسة من ممثلين وكتاب ورسامين ونحاتين وسياسيين، بالإضافة إلى شخصيات أخرى.

## وعي بالحداثة
قال غوديير إن حس المصورة الشابة الفني المصقول، الذي صاغته وصقلته جزئياً أعمال رسامي بورتريهات معروفين من أمثال جون سنغر سارجنت وجيمس مكنيل وسلر وجون وايت ألكزاندر، كان مؤشراً على تحول قوبل بالترحاب من أسلوب رسم البورتريه المألوف المصطلح على قواعده في الاستوديو. وكان الأشخاص في الصور التي التقطتها عدسة بن يوسف متحررين من الوقفة أو الجلسة المصطنعة وكانت الصور خالية من الأشياء والخلفيات المبتذلة لكثرة استخدامها في الصور الملتقطة للأشخاص في العصر الفكتوري.
وإذ رفضت بن يوسف استخدام أشجار النخيل المغروسة في الأواني الخزفية وغيرها من الخلفيات المألوفة، ركزت اهتمامها على تجربة استخدام الإضاءة والظل بطرق مبتكرة لإنتاج بورتريهات لافتة للاهتمام وغائرة في أعماق نفس الشخص الظاهر في الصورة.
وقال غوديير إنه لم يكن يعرف شيئاً عن بن يوسف إلى أن عثر هو وزميل له مصادفة في أحد الأيام من العام 2003 على صورتين بعدستها. وأضاف أن الصورة “الأولى كانت لدانيل تشستر فرنش، وهو نحات مهم عاش في أواخر القرن التاسع عشر وأوائل القرن العشرين وصنع تمثال إبراهام لنكولن الضخم لنصب لنكولن التذكاري” في واشنطن. واستطرد قائلاً إن “الصورة الثانية كانت بورتريه إيفرت شين، الذي كان فناناً شاباً ينتمي إلى ما يعرف بمدرسة آشان في أوائل القرن العشرين.
وقد لفتت الصورتان اهتمامي لأنني اعتبرتهما جميلتين ولأنني لم أكن قد سمعت مطلقاً قبل ذلك بالمصورة. ومنذ ذلك الحين، استحوذت هذه المرأة على اهتمامي وأردت معرفة المزيد” عن حياتها ومسيرتها الفنية.
وأوضح غوديير أنه لا يعرف الكثير عن تفاصيل حياة بن يوسف، وإن كان من المعروف أنها “كانت نشطة جداً في عرض صورها ونشرها في المجلات خلال الأعوام العشرة التي أمضتها كمصورة بورتريه يقصدها أبناء الطبقة الاجتماعية العليا، من العام 1897 حتى العام 1907.” وقد نشرت مقالات بقلم بن يوسف وصور بعدستها في مجلات دورية مثل ذا ساترداي إيفننغ بوست ولاديز هوم جورنال، وفازت بمنصب كان يتمنى الحصول عليه الكثيرون هو منصب الناطق الرسمي باسم شركة إيستمان كوداك.
وقد جمعت زايدة بن يوسف، كمصورة محترفة، بين عين الفنانة وغريزة سيدة الأعمال، ولا شك في أنها أدركت ما لتصويرها الأثرياء والمشاهير من أهمية دعائية. وهكذا ابتكرت ما أطلقت عليه اسم “صالة الأميركيين اللامعين،” التي كانت تضم الصور التي التقطتها للممثلة إلسي ليزلي (1899)، التي تذكّر وقفتها الأنيقة في الصورة بلوحات البورتريه التي أبدعتها ريشة سارجنت؛ وتيودور روزفلت، الذي التقطت صورته في العام 1899 عندما كان حاكماً لنيويورك قبل أن يصبح رئيساً للولايات المتحدة، والرئيس الأميركي السابق غروفر كليفلاند (1901)، الذي يبدو وكأنه غير شاعر بوجود الكاميرا، والفنان والمربي وليام ميريت تشايز (1905)، الذي تتجلى في صورته الثقة بالنفس الأرستقراطية، والكاتبة إيدث وارتون (حوالي العام 1901)، التي تجسد صورتها توقاً كئيباً حالما، والناقد الفني الياباني-الألماني ساداكيشي هارتمان (1899)، في صورة جانبية دراماتيكية، بالإضافة إلى شخصيات كثيرة أخرى.

## كتب حول زايدة بن يوسف
زايدة بن يوسف صورة مصورة من نيويورك (لندن، نيويورك : دار النشرميريل؛ واشنطن 2008) ISBN 1-85894-439-2

## الوفاة
توفيت في 27 سبتمبر 1933 عن عمر ناهز 63 سنة في بروكلين، نيويورك

## وصلات خارجية
- سميثسونيان معرض الصور على شبكة الإنترنت من عمل بن يوسف